# کارولین کردینگتون
کارولین کردینگتون (انگلیسی: Carolyn Crudgington؛ زادهٔ ۱۸ اوت ۱۹۶۸) بازیکن سافت‌بال اهل استرالیا است.